# Râul Firiza
Râul Firiza este un curs de apă afluent al râului Săsar. Râul se formează la confluența brațelor Rastoșa și Valea Șturului.

## Hărți
- Harta județului Maramureș
- Harta muntii Gutâi  Arhivat în 4 martie 2016, la Wayback Machine.

1. ↑  Geographic Names Server, 11 iunie 2018